# わが民族同士
わが民族同士（わがみんぞくどうし）は、朝鮮民主主義人民共和国（北朝鮮）祖国平和統一委員会の公式ウェブサイトである。
北朝鮮の「対南宣伝メディア」「対外宣伝サイト」などと規定されることもあった。
朝鮮語の本文はすべて英語・ロシア語・中国語・日本語に翻訳されており、記事にはSNS連携用の投稿ボタンが多く設置されていた（Twitter・Facebook・Evernote・reddit・LinkedIn・mypeople Messenger・BAND ・カカオストーリー・Flipboard・サイワールド・Googleブックマーク・ネイバー）。
2024年1月14日のハンギョレの報道によると、同年1月11日からホームページにアクセスできない状態となっている。北朝鮮当局の公式発表はないが、「朝鮮の今日」等他の対韓国用ネットメディアも同様にアクセス不可能となっていることから、ハンギョレの記者は対南工作に関連する機関の改編・整理にともないホームページが閉鎖された可能性を指摘している。